# Лабате (Изернија)
Лабате је насеље у Италији у округу Изернија, региону Молизе.
Према процени из 2011. у насељу је живело 10 становника. Насеље се налази на надморској висини од 450 м.